# 苏联生物武器计划
苏联秘密实施了世界上最大、持续时间最长和最复杂的生物武器计划，从而违反了其于1972年签署《生物武器公约》缔约国的义务。 该计划始于1920年代而且至少持续到1992年9月，但此后俄罗斯可能继续实施该计划。
到1960年，苏联已经在其境内修建了大量的生物武器研和生产设施。尽管苏联也签署了《生物武器公约》，但苏联并没有遵守公约反而扩大了其生物战计划。在苏联生物战计划当中，苏联计划武器化并储存了以下生物制剂：
- 炭疽杆菌（炭疽）[4]
- 鼠疫杆菌（鼠疫）[4]
- 土拉弗朗西斯菌（兔热病）
- 鼻疽伯克霍尔德菌（马鼻疽）
- 布鲁氏菌（布鲁氏菌病）[4]
- 考柏氏体（英语：Coxiella burnetii）（Q型流感）
- 委内瑞拉马脑炎病毒
- 肉毒杆菌毒素
- 葡萄球菌肠毒素B（英语：Enterotoxin type B）
- 天花[4][5]
- 马尔堡病毒
- 正痘病毒[4]

这些项目规模庞大，在数十个秘密地点进行，并雇用了多达六万五千名员工。以天花为例，苏联年生产能力为90至100吨。在20世纪80年代和90年代，许多此类病毒经过基因改造，能够耐热、耐寒和耐抗生素。苏联解体后，俄罗斯总统鲍里斯·叶利钦承认了苏联研究和生产进攻性生物武器的计划，以及1979年斯维尔德洛夫斯克炭疽泄露事故，该事故导致至少64人死亡。弗拉基米尔·帕谢奇尼克和卡纳特扬·阿利别科夫上校等苏联生物武器专家的叛逃证实了该计划规模庞大并且仍然存在。1992 年，美国和英国签署了一项三边协议，承诺结束生物武器计划并将设施转变为民用设施，但该协议的遵守情况以及前苏联生物武器和设施的命运仍然悬而未决。

## 历史

### 二战前
国际上对生物战的限制始于《日內瓦議定書》，该议定书禁止使用生物武器，但不禁止拥有或发展化学和生物武器。在批准《日内瓦议定书》时，一些国家对其适用性和报复性持保留态度，苏联就是其中之一。由于这些保留，这份议定书实际上只是一项“不率先使用”的协议。
苏联第一个生物武器计划的主要设计师是雅科夫·莫伊谢维奇·菲什曼。1925年8月，他被任命为红军军用化学局（Voenno-khimicheskoe upravlenie）首任局长。1926年，在化学局的一个小型实验室中，菲什曼开始了对炭疽杆菌（炭疽病的病原体）的研究。 1928年2月，菲什曼为克利缅特·伏罗希洛夫准备了一份关于苏联生物战准备情况的重要报告。报告中称“细菌武器可以成功地用于战争”，并提出了苏联的生物武器计划。与此同时，苏联病毒学家伊万·米哈伊洛维奇·维利卡诺夫成为了早期苏联生物武器计划的首席科学家。1930 年，维利卡诺夫被任命负责指挥一座新的实验室，即位于莫斯科以西约30英里弗拉西哈的一个实验室。卫生人民委员部下属的天花研究所所在地的建筑物被转移到军事设施，这些军事实验室的早期项目是针对土拉热弗朗西斯菌。
1931年7月，内务人民委员部的前身——国家政治保卫总局使用苏兹达尔的一所修道院，并于次年创建了一个沙拉什卡，其中大约有19名研究鼠疫和兔热病的专家在这里研究生物武器的开发。到1936年，在弗拉西哈和苏兹达尔的科学家被转移到戈罗多姆利亚岛，在那里他们建立了一个研究口蹄疫的研究所。维利卡诺夫被任命负责戈罗多姆利亚岛研究所的总指挥，该设施被命名为生物技术研究所，代号为 V/2-1094。德国情报部门报告称，该研究所正在进行针对土拉热弗朗西斯菌和鼠疫杆菌的实验。
1936年夏天，伊万·米哈伊洛维奇·维利卡诺夫率领红军第一次在中亚的沃兹罗日杰尼耶岛进行生物武器试验。维利卡诺夫生物技术研究所的约100名人员参与了实验。1937年7月，维利卡诺夫在计划第二次前往该岛进行试验时被苏联安全机关逮捕并随后被处决。同年夏天晚些时候，生物技术研究所新任所长列昂尼德·莫伊塞耶维奇·哈塔内维尔(Leonid Moiseevich Khatanever)率领第二次探险队前往沃兹罗日杰尼耶岛。他派出了两艘特种船和两架飞机，用于针对兔热病传播的测试。德国于 1941年6月发起巴巴罗萨行动，并于 10 月占领附近的加里宁后，戈罗多姆利亚岛上的设施被拆除并迁往基洛夫。
阿利别科夫曾是苏联生物武器机构Biopreparat的生物武器科学家，在他对苏联生物武器计划历史的描述中，描述了列宁格勒曾进行的早期生物武器研究。 据称，这项工作于20年代在列宁格勒军事医学院启动。 据阿里贝克介绍，1928年，革命军事委员会签署了一项关于斑疹伤寒武器化的法令，列宁格勒军事医学院便开始在鸡胚胎中培养斑疹伤寒。他还声称，苏联在索洛维茨基集中营进行了斑疹伤寒、鼻疽和类鼻疽的人体实验。关于苏联在列宁格勒的生物武器计划的另一个可靠的来源是军情六处的一系列秘密报告。1924年至1927年间，军情六处共发布了14份关于苏联生物武器计划的详细报告。他们确认一些苏联知名的病毒学家是研究鼠疫杆菌和其他危险病原体的科学家，其中包括了著名的谢门·伊万诺维奇·兹拉托戈罗夫和彼得·彼得罗维奇·马斯拉科维茨。事实上，兹拉托戈罗夫是世界上鼠疫领域的权威之一，他研究了来自世界各地的40种鼠疫杆菌菌株。1910年10月至1911年2月期间，他还被派去抗击在中国东北爆发的鼠疫。军情六处的报告表明，兹拉托戈罗夫和马斯拉科维茨对位于喀琅施塔得的亚历山大堡垒进行了一些研究。 在这里，他们的目标是开发鼠疫菌株，当装入炮弹、航空炸弹和其他传播手段时，这些鼠疫菌株仍能存活。